# Tanga (Tanzània)

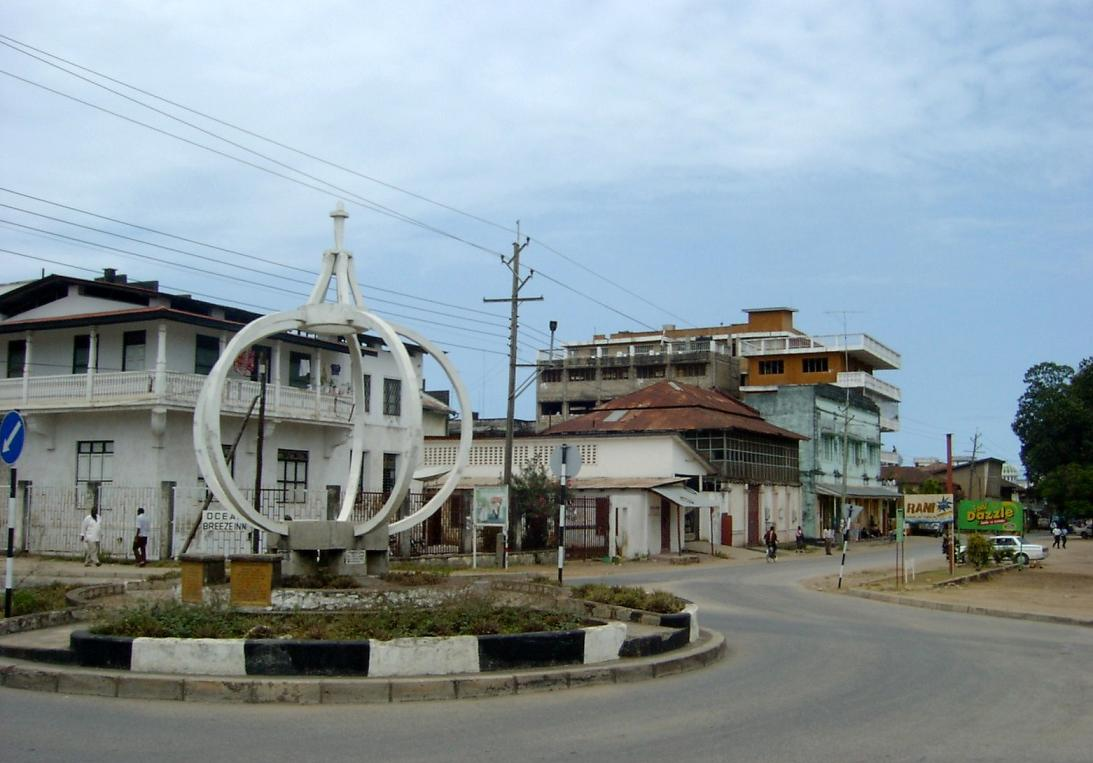
Vista del centre urbà de Tanga

Tanga és una ciutat situada a la costa nord de Tanzània, capital de la regió homònima. Amb una població de 243.580 habitants (2002), és un important port comercial i nus ferroviari que connecta bona part de l'interior del nord de Tanzània amb el mar i amb Dar es Salaam.
Tanga es formà el 1889 com a destacament militar de la colònia de l'Àfrica Oriental Alemanya. El novembre de 1914 fou escenari d'una important batalla del front africà de la I Guerra Mundial.